# Власов, Сергей Васильевич
Сергей Васильевич Власов (30 декабря 1916 [12 января 1917], Московская область —17 января 1997) — советский военнослужащий, участник Великой Отечественной войны, полный кавалер ордена Славы, командир отделения 86-го отдельного гвардейского сапёрного батальона, гвардии старший сержант — на момент представления к награждению орденом Славы 1-й степени.

## Биография
Родился 30 декабря 1916 (12 января 1917) в деревне Беззубово Орехово-Зуевского района Московской области. Член ВКП/КПСС с 1943 года. Образование неполное среднее. Работал в колхозе.
В Красной Армии с 1938 года. В апреле 1941 года вновь призван в армию для переподготовки. Проходил службу в Прибалтике. Там же в июне 1941 года принял первое боевое крещение. Во время войны сражался на Северо-Западном, Сталинградском, Донском, Центральном, Белорусском и 1-м Белорусском фронтах. Участвовал в Сталинградской и Курской битвах, освобождал левобережную Украину, Белоруссию, Польшу, воевал на территории Германии.
Командир отделения 86-го отдельного гвардейского сапёрного батальона гвардии сержант Власов у деревни Большие Автюки в ночь на 15 декабря 1943 года с подчинёнными проделал восемь проходов в минных полях и проволочных заграждениях противника, обезвредил 150 мин. На рассвете внезапной атакой стрелковые подразделения и танки выбили противника из мощного укреплённого рубежа.
Приказом командира 77-й гвардейской стрелковой дивизии от 2 февраля 1944 года за мужество, проявленное в боях с врагом, гвардии сержант Власов награждён орденом Славы 3-й степени.
Гвардии старший сержант Власов в начале августа 1944 года при подготовке к форсированию реки Висла в районе города Зволень переправился ночью через реку и натянул трос и закрепил его на другом берегу. Будучи командиром парома, с отделением переправил через реку до батальона пехоты и дивизион артиллерии.
Приказом по 69-й армии от 30 сентября 1944 года гвардии старший сержант Власов награждён орденом Славы 2-й степени.
В районе города Франкфурт-на-Одере с 16 по 23 апреля 1945 года, продвигаясь впереди наступающей пехоты, гвардии старший сержант Власов в составе группы сапёров под огнём противника проделал восемь проходов в минных полях и проволочных заграждениях врага, обезвредил 246 противотанковых и 320 противопехотных мин. Обеспечил продвижение наступающих частей без единого случая подрыва на вражеских минах.
Указом Президиума Верховного Совета СССР от 15 мая 1946 года за мужество, отвагу и героизм, гвардии старший сержант Власов Сергей Васильевич награждён орденом Славы 1-й степени.

## После войны
Демобилизован в 1946 году. Жил в городе Егорьевск. Работал на заводе бригадиром формовщиков. Затем переехал на станцию Куровская Орехово-Зуевского района.

## Награды
Награждён орденами Красного Знамени, Славы 1-й, 2-й и 3-й степени, Отечественной войны 1-й степени, Красной Звезды, медалями.